# بخش دهبکری
بخش دهبکری، یکی از بخش‌های شهرستان بم در استان کرمان ایران است. مرکز این بخش، شهر دهبکری است.

## تقسیمات کشوری
- بخش دهبکری
  - دهستان ابارق
  - دهستان دهبکری

شهر: دهبکری

## جمعیت
بر پایه سرشماری عمومی نفوس و مسکن در سال ۱۳۹۵، جمعیت بخش دهبکری برابر با ۲۱٬۵۴۲ نفر بوده است.